# Sandra Bem
Sandra Ruth Lipsitz Bem (Pittsburgh, 22 giugno 1944 – 20 maggio 2014) è stata una psicologa statunitense, docente presso Università del Michigan, Carnegie Mellon University, Stanford University, Cornell University ed autrice dello Schema della Teoria Gender e del Bem Sex-Role Inventory.

## Influenze nel campo della psicologia
Bem è stata una psicologa americana nota per i suoi lavori sull'androginia e la teoria gender. Insieme con il marito Daryl Bem ha avuto larga notorietà al pubblico per il loro rivoluzionario concetto di matrimonio egualitario. Gli studi nel campo della psicologia di Sandra Bem sono riconosciuti come uno dei più importanti contributi intellettuali delle donne negli studi della mente e della società.

## Opere
- Bem, Sandra L. (1974). "The measurement of psychological androgyny". Journal of Consulting and Clinical Psychology. 42, 155-62.
- Bem, Sandra L. and C. Watson. (1976). "Scoring packet: Bem Sex Role Inventory". Unpublished Manuscript
- Bem, S. L. (1976). "Sex typing and androgyny: Further explorations of the expressive domain". Journal of Personality and Social Psychology, 34, 1016.
- Bem, S. L. (1976). "Sex typing and the avoidance of cross-sex behavior". Journal of Personality and Social Psychology, 33, 48.
- Bem, S. L. (1977). "On the utility of alternative procedures for assessing psychological androgyny". Journal of Consulting and Clinical Psychology, 54, 196-205
- Bem, S. L. (1977). The 1977 annual handbook for group facilitators.
- Bem, S. L. (1979). "Theory and measurement of androgyny: A Reply to the Pedhazur-Tetenbaum and Locksley-Colten Critiques." Journal of Personality and Social Psychology, 37, 1047.
- Bem, S. L., & Andersen, S. M. (1981). "Sex typing and androgyny in dyadic interaction: Individual differences in responsiveness to physical attractiveness." Journal of Personality and Social Psychology, 41, 74.
- Bem, S. L. (1981). "Gender schema theory: A cognitive account of sex typing source". Psychological Review, 88, 354.
- Bem, S. L. (1981). "The BSRI and gender schema theory: A reply to Spence and Helmreich". Psychological Review, 88, 369-71.
- Bem, S. L. (1982). "Gender schema theory and self-schema theory compared: A comment on Markus, Crane, Bernstein, and Siladi's "Self-schemas and gender"". Journal of Personality and Social Psychology, 43,1192
- Bem, S. L. (1989). "Genital knowledge and gender constancy in preschool children". Child Development, 60, 3.
- Bem, S. L. (1993). The lenses of gender: Transforming the debate on sexual inequality. New Haven, CT: Yale University Press.
- Bem, S. L. (1995). "Dismantling gender polarization and compulsory heterosexuality: Should we turn the volume down or up?" Journal of Sex Research, 32, 329-334.
- Bem, S. L. (1998), An Unconventional Family. New Haven, CT: Yale University Press.
- Bem, S. L., Schellenberg, E. G., & Keil, J. M. (1995). ""Innocent victims" of AIDS: Identifying the subtext". Journal of Applied Social Psychology, 25, 1790-1800.
- Chesler, P., Rothblum, E. D., & Cole, E. (1995). Feminist foremothers in women's studies, psychology, and mental health. New York: Haworth Press.
- Frable, D. E. S. and Bem, S. L. (1985). "If you are gender schematic, all members of the opposite sex look alike". Journal of Personality and Social Psychology, 49, 459.